# Altetopfstraße 22
Le bâtiment situé Altetopfstraße 22 est un monument historique de la ville de Quedlinbourg, dans le Land de Saxe-Anhalt, en Allemagne. Aujourd'hui converti en résidence, il accueillait auparavant une école de soutien municipale puis la Pestalozzischule.

## Situation
Le bâtiment se trouve au sud de la vieille ville de Quedlinbourg.

## Architecture et histoire
Le bâtiment scolaire est construit en brique en 1903. La façade symétrique est dominée par un avant-corps en son centre. Le bâtiment compte plusieurs décorations néo-gothiques, dont un portail pourvu de tracerie, des corniches et une bande lombarde. Dans son ensemble, le bâtiment rappelle l'architecture typique des écoles allemandes du XIXe siècle.
Le terrain est entouré de barrières en fonte. 
Au début du XXIe siècle, le bâtiment est converti en résidence.